# Germano Bonazzi
Germano Bonazzi (Ferrara, 17 febbraio 1959) è un fumettista italiano.
Dopo il diploma presso il liceo artistico, conseguito nella città natale, entra nel settore fumettistico collaborando con la Edifumetto e successivamente viene assunto come illustratore dalla Editrice Nord.
Nel 1989, la Sergio Bonelli Editore lo ingaggia per le pagine di Nathan Never, su cui esordisce con il secondo numero della serie, pubblicato soltanto nel 1991, e di cui diventa uno degli interpreti maggiormente apprezzati. 
In seguito contribuisce ad altre serie bonelliane, tra le quali Zona X, ideata da uno dei più importanti fumettisti italiani, Alfredo Castelli.
| Controllo di autorità | VIAF (EN) 305698444 · SBN RAVV258588 |